# Comore ai Giochi della XXXI Olimpiade
Le Comore hanno partecipato ai Giochi della XXXI Olimpiade, che si sono svolti a Rio de Janeiro, Brasile dal 5 al 21 agosto 2016.
Si tratta della sesta partecipazione consecutiva ai Giochi per le Comore.
La delegazione era composta da quattro atleti, due uomini e due donne, che hanno preso parte a specialità di atletica e nuoto. Portabandiera alla cerimonia di apertura è stata la nuotatrice Nazlati Mohamed Andhumdine.

## Risultati

### Atletica
Eventi su pista
| Atleta             | Evento         | Batteria  | Batteria  | Quarti          | Quarti          | Semifinale      | Semifinale      | Finale          | Finale          |
| Atleta             | Evento         | Risultato | Posizione | Risultato       | Posizione       | Risultato       | Posizione       | Risultato       | Posizione       |
| ------------------ | -------------- | --------- | --------- | --------------- | --------------- | --------------- | --------------- | --------------- | --------------- |
| Maoulida Daroueche | 400 m ostacoli | 52.32     | 8         | N.D.            | N.D.            | non qualificato | non qualificato | non qualificato | non qualificato |
| Denika Kassim      | 100 m piani    | 12.53     | 5         | non qualificata | non qualificata | non qualificata | non qualificata | non qualificata | non qualificata |

### Nuoto
| Atleta                     | Evento            | Batteria  | Batteria  | Semifinale      | Semifinale      | Finale          | Finale          |
| Atleta                     | Evento            | Risultato | Posizione | Risultato       | Posizione       | Risultato       | Posizione       |
| -------------------------- | ----------------- | --------- | --------- | --------------- | --------------- | --------------- | --------------- |
| Athoumane Solihi           | 50 m stile libero | 27.31     | 76        | non qualificato | non qualificato | non qualificato | non qualificato |
| Nazlati Mohamed Andhumdine | 50 m stile libero | 37.66     | 86        | non qualificata | non qualificata | non qualificata | non qualificata |